# Recombinase
Les recombinases sont des enzymes permettant la recombinaison génétique. Les DNA recombinases apparaissent largement chez les organismes multicellulaires, où elles servent à manipuler la structure du génome et à contrôler l'expression des gènes. Ces enzymes, d'abord apparues chez les bactéries et les champignons, catalysent les réactions d'échange d'ADN dans un sens défini, entre des sites spécifiques déterminés par de courtes séquences (30 à 40 nucléotides) propres à chaque recombinase. Ces réactions rendent possibles quatre modules fonctionnels basiques : L'excision/insertion, l'inversion, la translocation et l'échange de cassettes. Ces quatre modules peuvent être utilisés individuellement ou combinés dans un grand nombre de configurations afin de contrôler l'expression génique,,,.
Quelques exemples de recombinases :
- Cre recombinase
- Hin recombinase
- RecA/RAD51
- Tre recombinase
- FLP recombinase